# Михнюк, Ксения Исаковна
Ксения Исаковна Михнюк (1928—2003) — советская работница сельского хозяйства, Герой Социалистического Труда.

## Биография
Ксения Исаковна Михнюк родилась 23 февраля 1928 года в селе Просека Емильчинского района Житомирской области в крестьянской семье Борисюка Исаака Тихоновича и Устины Яковлевны . Работала в родном селе, вышла замуж за односельчанина Михнюка Михаила Лазаревича, в семье родилось шестеро детей.
В 1956 семья переехала в село Степное Первомайского района Николаевской области. Устроилась на работу в местный совхоз имени 25-го Октября на свиноферму, а в 1957 году перешла на молочно - товарную ферму. По результатам семи пятилетки получила по 3600 кг молока от каждой коровы .
Указом Президиума Верховного Совета СССР от 22 марта 1966 К. И. Михнюк присвоено звание Героя Социалистического Труда.
После смерти мужа осталась с 9-ю детьми на руках, однако продолжала работу. Выйдя замуж за Федора Тихоновича Одесюка, родила десятого ребенка и получила звание «Мать-героиня». Одной из первых в совхозе применила аппараты механического доения.
В 1973 году за самоотверженный труд известная доярка награждена орденом Октябрьской Революции. Николаевским обкомом партии и облисполкомом установлено приз имени Героя Социалистического Труда Михнюк для лучших доярок области.
После выхода на пенсию жила в селе Степном вместе с младшей дочерью. Умерла 30 декабря 2003.

## Награды
- Золотая медаль «Серп и Молот» Героя Социалистического Труда.
- орден «Мать-героиня»
- орден Ленина
- орден Октябрьской Революции
- орден «Материнская слава» 1 степени
- орден «Материнская слава» 2 степени
- орден «Материнская слава» 3 степени
- Медаль материнства 1 степени
- Медаль материнства 2 степени[1]